# Gargara arisana
Gargara arisana är en insektsart som beskrevs av Matsumura. Gargara arisana ingår i släktet Gargara och familjen hornstritar. Inga underarter finns listade i Catalogue of Life.